# Передня (хребет)
Пере́дня — гірський хребет в Українських Карпатах, у масиві Горгани (Внутрішні Горгани). Розташований на межі Міжгірського і Тячівського районів Закарпатської області.
Хребет Передня простягається з півдня/південного заходу на північ/північний схід. Протяжність лінії хребта від гори Передня Південна (1543 м.) до гори Задня — бл. 5,5 км. Найвища вершина — гора Передня (1598 м за іншими даними 1603 м).
Зі сходу хребет обмежений долиною річки Мокрянки (притока Тересви), із заходу — долиною річки Песся (басейн Тереблі). З півдня розташований хребет Стримба.
Вершини хребта: Передня Південна (1543 м.), Передня (1598 м), Середня (1509 м), Задня (1554 м). Вершини місцями покриті кам'яними осипами, сильно порослі жерепом, є теж безлісі ділянки (полонини). На схилах ростуть здебільшого смерекові ліси.
Західні схили хребта лежать у межах Національного природного парку «Синевир». Найближчі населені пункти — села Колочава і Німецька Мокра.